# Astragalus bergii
Astragalus bergii är en ärtväxtart som beskrevs av Georg Hans Emmo Emo Wolfgang Hieronymus. Astragalus bergii ingår i släktet vedlar, och familjen ärtväxter. Inga underarter finns listade i Catalogue of Life.